# Reşit Galip

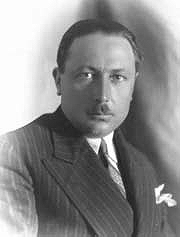
Reşit Galip, um 1931

Reşit Galip (* 1892 oder 1893, auf Rhodos; † 5. März 1934 in Ankara) war ein türkischer Arzt und Politiker. Ab 1932 war er Bildungsminister der Türkei. Da seine Familie nach dem türkischen Namensgesetz von 1934 den Nachnamen Baydur annahm, ist Reşit Galip auch unter Reşit Galip Baydur benannt.

## Leben
Galip wurde 1893 auf der damals zum Osmanischen Reich gehörenden Insel Rhodos als Sohn des Richters Mehmet Galip und dessen Ehefrau Münevver geboren. Dort besuchte er auch eine Volksschule, bevor die Familie vor den italienischen Besatzungstruppen nach Izmir fliehen musste und er dort eine militärmedizinische Schule besuchte. Danach studierte er in Istanbul Humanmedizin. Während der Balkankriege und des Ersten Weltkriegs arbeitete er als Militärarzt an der Front. Im Jahr 1917 schloss er sein Studium an der Istanbul Üniversitesi erfolgreich ab.
Kurz arbeitete er als Assistent an der Fakultät seiner Alma Mater, reiste dann aber nach Tavşanlı in West-Anatolien, um am türkischen Befreiungskrieg teilzunehmen. Gegen Ende des Krieges wurde er Arzt in Mersin. Im Jahr 1925 wurde er zum Abgeordneten für die Provinz Aydın in die Große Nationalversammlung der Türkei gewählt und war auch in der dritten und vierten Legislaturperiode im Parlament vertreten.

### Politische Karriere

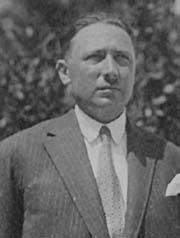
Reşit Galip in den 1920er-Jahren

Galip interessierte sich früh für Politik. In Izmir und Istanbul veröffentlichte er kleine Nachrichtenblätter. In Mersin schrieb er als leitender Redakteur für eine lokale Tageszeitung. Während seiner Amtszeit als Abgeordneter wurde er zum Mitglied der Unabhängigkeitsgerichte gewählt. In den 1930er-Jahren war er Gründungsmitglied zweier Organisationen, die auf eine Initiative von Mustafa Kemal Atatürk zurückgingen: das Institut für die türkische Sprache und die Türkische Historische Gesellschaft. Später wurde er zum Präsidenten des Institut für die türkische Sprache.
Vom 19. September 1932 bis zum 13. Juli 1933 war er Bildungsminister der Türkei in der siebten Regierung des Landes. Während seiner Amtszeit initiierte er die umfassende Universitätsreform des Jahres 1933. Das dementsprechende Universitäts-Reformgesetz (§ 2252) trat am 21. Mai 1933 in Kraft. Zur Besetzung der neugegründete Istanbuler Universität waren von Galip europäische Wissenschaftler vorgeschlagen worden. Durch die Zusammenarbeit von Galip mit Albert Malche und Philipp Schwartz konnten bis August 1933 dreißig, von Nazideutschland verfolgte bzw. aus Deutschland vertriebene Professoren gewonnen werden. Er initiierte zudem das Museum für anatolische Zivilisationen in Ankara. Er gilt außerdem als Verfasser des Schülergelöbnisses, das bis 2013 jeden Morgen von den Schülern vor Unterrichtsbeginn gesprochen wurde.
Am 13. August 1933 trat Galip von seinem Ministeramt zurück, nachdem er kurz zuvor mit seiner Ehefrau und seinen drei Kindern einen Bootsunfall auf dem Marmarameer in der Nähe von Fenerbahçe hatte. Sein vorläufiger Vertreter wurde Refik Saydam.

### Tod
Während seines Kriegsdienstes hatte sich Galip mit Tuberkulose infiziert. Am 5. März 1934 starb er in Ankara an einer Lungenentzündung und wurde auf dem Friedhof Cebeci Asri bestattet.

## Ehrungen
Zwei Straßen in Ankara und eine in Nazilli (Provinz Aydın) tragen den Namen von Reşit Galip. Außerdem sind zwei Schulen im Istanbuler Stadtteil Zeytinburnu und eine in Çankaya (Ankara) nach ihm benannt worden.